# جيجر لوكولتر

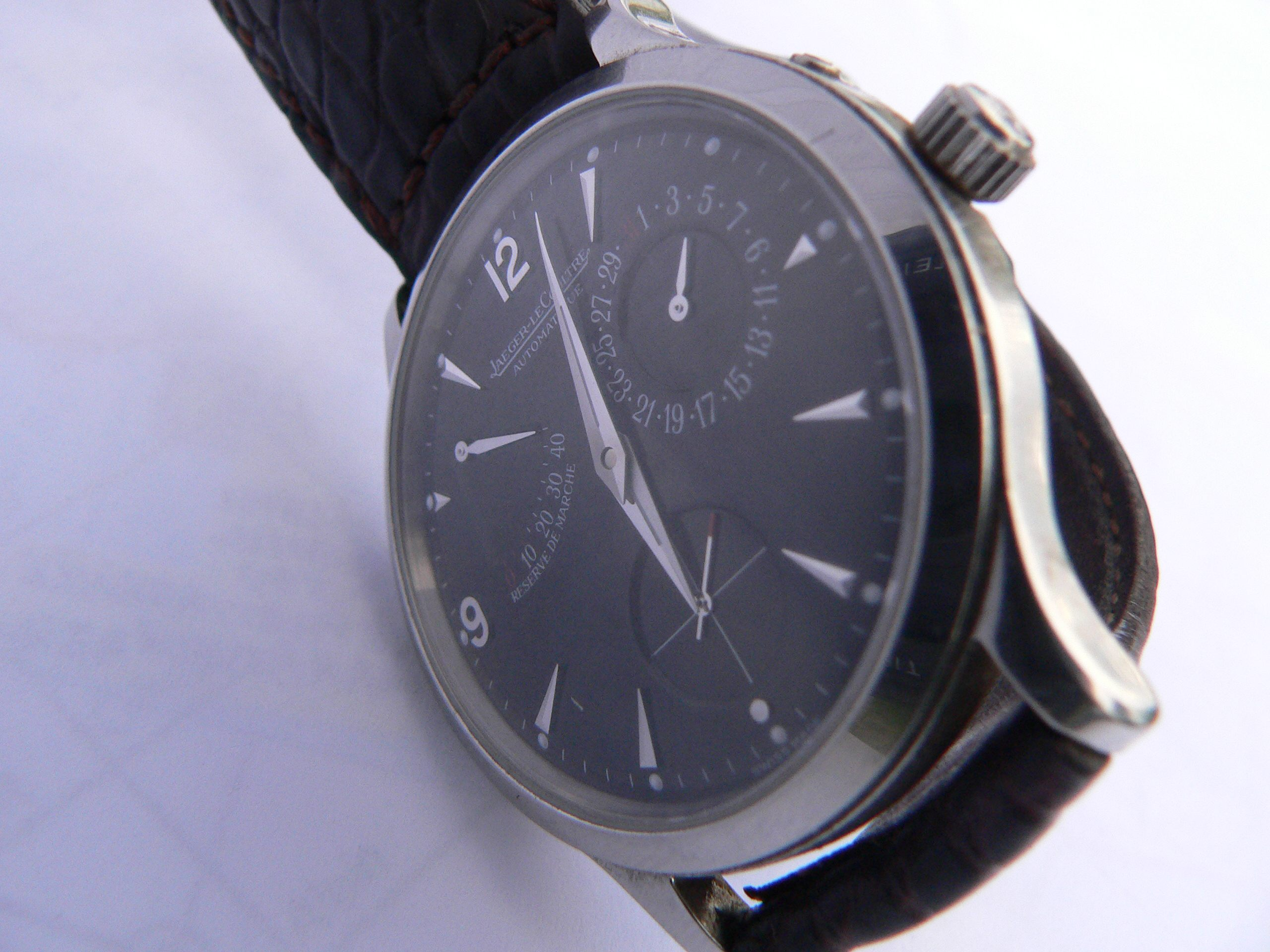
Jaeger-Lecoultre-p1000841.jpg

جيجر لوكولتر (النطق بالفرنسية: 
تنطق بالفرنسية: [jɛgɛʁ ləkultʁ]
[جي ـ جير لو ـ كو ـ لتر]) هي علامة تجارية ومصنع ساعات فاخرة مقرها «لوسانتييه» في سويسرا تعود نشأتها إلى النصف الأول من القرن التاسع عشر. تملك العلامة التجارية مئات الاختراعات وآلات العيارات التي تحمل اسمها، بما فيها أصغر عيار في العالم، وأكثر ساعة يد تعقيداً في العالم والساعة المجهزة بآلية حركة ذات دوران شبه دائم. وحاليا، توفر جيجر لوكولتر ثماني مجموعات ساعات مختلفة وهي علامة تجارية تقيم شراكات تجارية متعددة في شتى القطاعات مثل حماية البحار وسباق السيارات ورياضة البولو. العلامة التجارية ملك للمجموعة السويسرية المختصة في الترف ريشمونت منذ سنة 2000.

## التاريخ

### عائلة لوكولتر
تعود أول سجلات عائلة لوكولتر في سويسرا إلى القرن السادس عشر، عندما فرّ «بيير لوكولتر»(1530 ـ 1600)، من «ليسي سور أرك» إلى جنيف بسبب الاضطهاد الذي كانت تعانيه طائفته الدينية البروتستانتية «هوغنو». في عام 1558، حصل على صفة «المقيم» في سويسرا ولكنه غادر المنطقة في السنة التالية للاستحواذ على قطعة أرض في فالي دو جو. ومع مرور الوقت، تشكّل مجتمع صغير في عام 1612 في هذه المنطقة، وشيّد ابن «بيير لوكولتر» كنيسة هناك شهدت تأسيس قرية لو سانتييه، المقر الحالي لمصنع العلامة.

### المصنع
في عام 1833، وبعد اختراع آلة تقطيع المسننات الفولاذية ، قام «أنتوان لوكولتر» (1903 ـ 1881) بتأسيس ورشة ص غيرة لصناعة الساعات في لوسانتييه حيث صقل مواهبه في الساعاتية لإنشاء ساعات رفيعة الجودة. في عام 1844، اخترع أدق آلة قياس في العالم، الميلونومتر، [انظر القسم 1.4.1]، وفي عام 1847، اخترع نظاماً يتيح ضبط الساعات وتعبئتها من دون مفاتيح [ انظر القسم 1.4.2]. بعد مرور أربعة سنوات على ذلك، فاز بالميدالية الذهبية لأعماله المتعلقة بدقة الساعات آلياتها الدقة والضبط في معرض لندن العالمي.
في عام 1866، عندما كانت عملية تصنيع الساعات تُنجز في مئات الورشات الصغيرة أسس كلّ من «أنتوان» وابنه، «إيلي لوكولتر» (1842-1917)، في وادي «فالي دو جو» أوّل ورشة «لوكولتر» متكاملة جمعت في مكان واحد كل خبرات موظفيها. وفي هذا الإطار، طوّرا في عام 1870 أولى الأنظمة نصف الآلية لصناعة آليات الحركة المعقدة.
وفي السنة نفسها، كانت الورشة توظف أكثر من 500 فرد وذاع صيتها باسم «الدار الكبيرة في لا فالي دو جو». وبحلول سنة 1900، اخترعت الورشة أكثر من 350 عيارا مختلفا، 128 منها كانت مجهزة بـوظائف الكرونوغراف و99 منها بآليات جرس. واعتباراً من 1902، وعلى مدى الـ30 سنة التالية، أنتجت ورشة «لوكولتر» آليات حركة غير مركبة للعلامة «باتيك فيليب» في جنيف.

### جيجر لوكولتر
في عام 1903، ألزمت العلامة الباريسية التي كانت تصنع الساعات للبحرية الفرنسية، «إيدموند جيجر»، المصنعين السويسريين على مواجهة تحدى تطوير وإنتاج حركات فائقة الرقة أشبه بالآليات التي اخترعتها.
واجه «جاك دافيد لوكولتر»، حفيد أنتوان والمسؤول عن الإنتاج في ورشة «لوكولتر» هذا التحدي واخترع مجموعة ساعات جيب فائقة الرقة، بما فيها أرق ساعة في العالم في سنة 1907 المجهزة بالعيار «لوكولتر 145».[انظر القسم 1.4.4]. في السنة نفسها، قامت علامة المجوهرات الفرنسية «كارتييه»، التي كانت من زبائن «جيجر»، بإبرام عقد مع العلامة البارسية لصناعة الساعات حصلت بموجبه «جيجر» على الحق الحصري في تزويد كارتييه بآليات الحركة لمدة خمسة عشر سنة. «لوكولتر» هي العلامة التي أنتجت جميع آليات الحركة.
أفضى التعاون بين «جيجر» و«لوكولتر» إلى تسمية الشركة رسميا «جيجر لوكولتر» في عام 1937. غير أن الساعات التي بيعت بين 1932 و1985 في أمريكا الشمالية كانت تحمل اسم «لوكولتر» فقط، قبل أن يتم اعتماد التسمية الكاملة «جيجر لوكولتر» في العالم بأسره. واستناداً إلى سجّلات المصنع، فإن الحركة الأخيرة المستخدمة في ساعات «أميريكان لوكولتر» أُرسلت من «لوسانتييه» في عام 1976.
وقد صرح جامعو الساعات والبائعون خطأْ بأن "أميريكان لوكولتر" ليست شريكة لـ«جيجر لوكولتر» السويسرية. نشأ هذا اللبس في خمسينيات القرن الماضي عندما كانت الشركة لونجينز ـ فيتناور غروب" هي المسؤولة عن توزيع ساعات «لوكولتر» وساعات "فاشرون كونستانتين" في أمريكا الشمالية. وقد مزج جامعو الساعات بين شركة التوزيع ومصنع الساعات. ويرى محب ساعات «جيجر لوكولتر» "زاف باشا"، أنّ ساعة " غالاكسي"، وهي ساعة فخمة وآسرة ذات ميناء مرصع بالماس، هي ثمرة التعاون بين "فاشرون" و"كونستانتين" و«لوكولتر» في السوق الأمريكية. تحمل ختم «لوكولتر» في الواجهة و"فاشرون كونستاتين ـ لوكولتر" على الخلفية. لم تعد العلامة التجارية «لوكولتر» مستخدمة بعد 1985 واستبدلت بالعلامة التجارية «جيجر لوكولتر».

### الاختراعات
منذ تأسيس «جيجر لوكولتر»، صنعت العلامة قرابة 1242 عياراً مختلفاً، وسجلت حوالي 400 براءة اختراع وكانت مسؤولة عن مئات الاختراعات.

#### المليونمتر
اخترعه «أنتوان لوكولتر» في سنة 1844، وهو أول أداة قياس في التاريخ قادرة على قياس الميكرون، ويتيح دقة كبرى عند صناعة أجزاء الساعات. لم تسجل براءة اختراع لهذه الأداة لأن نظام تسجيل براءات الاختراع لم يكن موجودا آنذلك في سويسرا. ولكن تم الحفاظ على أسرار تركيبتها واستخدمتها الشركة لأكثر من خمسين سنة. عرض في المعرض العالمي لمدينة باريس في سنة 1900.

#### ساعة دون مفاتيح
في عام 1847، اخترع «أنتوان» ساعة دون مفاتيح، وهي أوّل ساعة مجهزة بنظام ضبط وتعبئة بسيط وفعّال دون مفاتيح. وبالمقابل، كانت هاتان العمليتان تنفذان بواسطة مكبس يشغل الرافعة التي تتيح الانتقال من وظيفة إلى أخرى. والشيء نفسه، لم يُسجل هذا الاختراع ببراءة اختراع وسرعان ما طبّق مصنعو الساعات الآخرون هذا النظام.

#### عيار جيجر لوكولتر 145
في سنة 1907، سجل العيار جيجر لوكولتر 145 رقماً قياسياً باعتباره أرق آلية حركة في العالم مع سمك لا يتجاوز 1.38 مم، أصدر في ساعة جيب ولا يزال إلى يومنا الراهن أرق عيار في فئته. من 1907 إلى 1960، أُنتجت من آلية الحركة هذه قرابة 400 نسخة.

### التعقيدات الكبيرة
في عام 1866، ولأوّل مرة في تاريخ صناعة الساعات، بدأت الورشة لوكولتر بتصنيع عيارات ذاتتعقيدات صغيرة ‏ أصدرت بنسخ قليلة، وفي عام 1891، دمجت الورشة الكرونوغراف والجرس في عيارات ذي تعقيدات مزدوجة 
وكنتيجة لذلك، أنتجت الشركة في منتصف تسعينيات القرن التاسع عشر تعقيدات كبيرة أو ساعات مجهزة على الأقل بثلاث تعقيدات ساعاتية كلاسيكية مثل التقويم الدائم والكرونوغراف وجرس الدقائق المتكرر.
في عام 2004، اخترع المصنع الساعة «جيروتوربيون 1»، وهي أول ساعة يد مجهزة بتعقيدة كبيرة وبتوربيون يدور حول محورين وبتقويم دائم مع مؤشرين ارتجاعين ومعادلة زمن. في سنة 2006، أصدرت العلامة الساعة ريفيرسو بتعقيدات كبيرة ثلاثية، وهي أول ساعة في التاريخ مجهزة بثلاثة مواني تعمل بآلية حركة واحدة،  وفي سنة 2009، أنتجت العلامة أكثر ساعة يد تعقيداً في العالم، هيبريس ميكانيكا ذات الجرس الكبير المجهزة بـ26 تعقيدة.

### الساعات التاريخية

#### ريفيرسو
اسمها مستوحى من العبارة اللاتينية التي تعني «الانقلاب»، اخترعت هذه الساعة في سنة 1931 وهي ساعة تقاوم الصدمات القوية في رياضة البولو؛ الساعة قابلة للدوران على محورها لحماية الزجاج. تعتبر هذه الساعة روعة من فن «أرت ديكو»، وهي ساعة لا تزال تُنّصع حتى يومنا الراهن.

#### ديو بلان
في سنة 1925، اخترعت «لوكولتر» العيار 7BF ديو بلان سعيا منها إلى الجمع بين التصغير والدقة. كانت الساعات الصغيرة رائجة في ذلك الحين، ولكن غالباً ما كانت العيارات الصغيرة تنقصها الدقة. اخترعها «هنري رودانيت»، المدير التقني للمؤسسات «إيدموند جيجر»، تتألف الساعة ديوبلان من مستويين ـ واسمها مستمد من هذه المواصفة ـ يتيحان الحفاظ على ميزان كبير الحجم.
ديوبلان كانت كذلك أوّل ساعة فولاذية مرصعة بالحجارة الكريمة، وصدرت في عام 1929، وقد استبدل زجاجها بكريستال سافيري وكان ذلك إنجازا جديداً في قطاع صناعة الساعات. تم تأمين الساعة «ديوبلان» لدى شركة «لويد» بلندن مع خدمات ما بعد البيع خاصة، وكان من الممكن تبديل آلية الحركة التالفة في بضع دقائق مما أدى بمالك متجر «تايم» في لندن إلى عرضها في واجهة محلّه: «سيتم تصليح ساعتك قبل أن تكمل سيجارتك».

#### جوايريه 101
في 1929، أدت الساعة ديوبلان إلى اختراع أصغر آلية حركة، العيار 101، المتميّزة بأجزائها الـ74 (98 حالياً) وذات الوزن الذي لا يتجاوز الغرام الواحد. ومجموعة الساعات الثانية المجهزة بـ «العيار 101» و«جوايريه 101 إترييه» أصدرت في ثلاثينيات القرن المنصرم. في عام 1953، حملت الملكة إلبزابيث الثانية ساعة «جيجر لوكولتر» المجهزة بالعيار 101 في حفل تتويجها.

#### أتموس

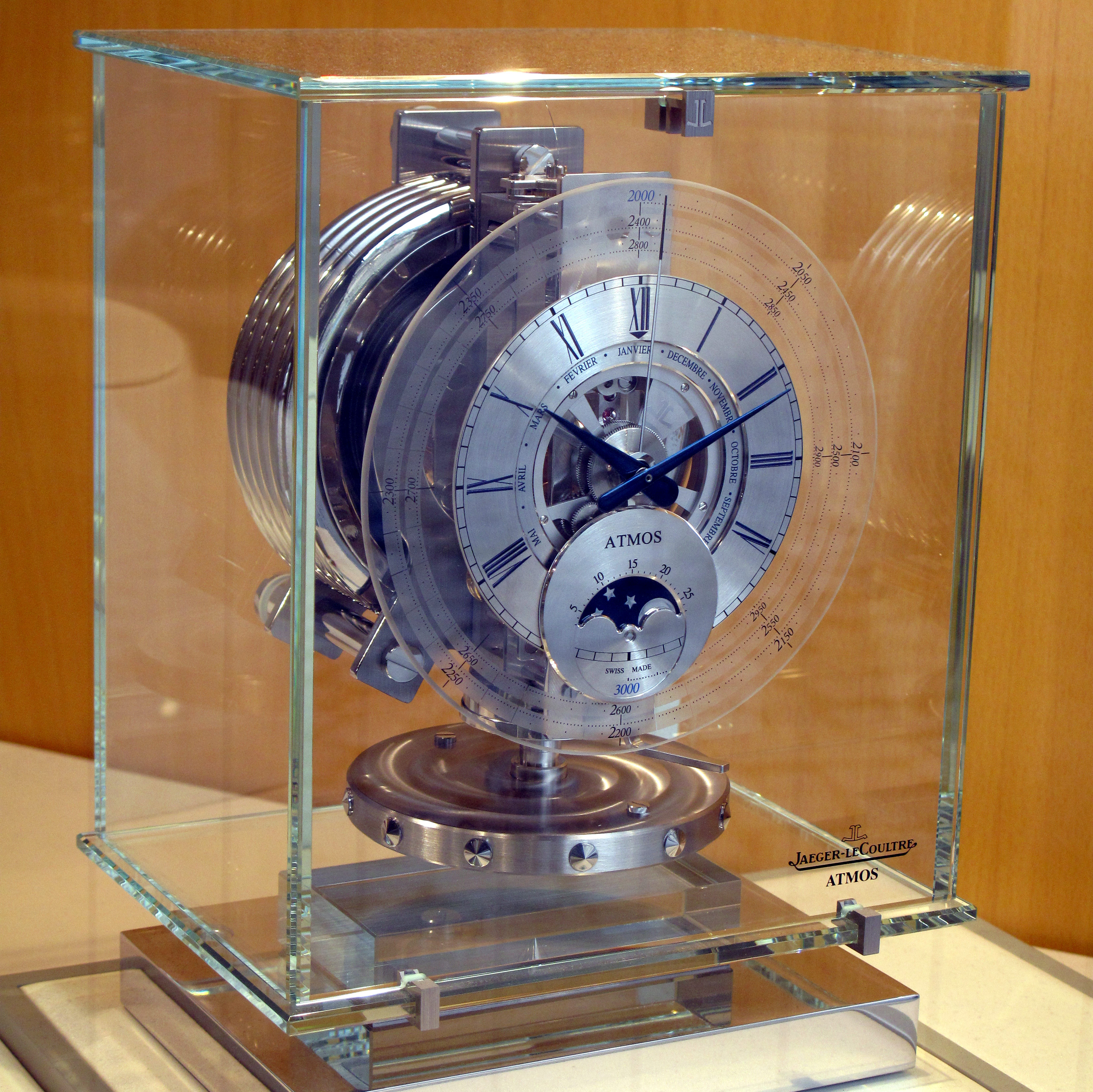
مجموعة أتموس

ساعة أتموس هي ساعة مجهزة آلية حركة شبه دائمة لا تحتاج إلى تدخل بشري وإلى الطاقة. من اختراع المهندس السويسري «جون ليون روتر» في عام 1928 في نوشاتيل، هذه الساعة هي الهدية الرسمية التي تقدمها الحكومة السويسرية لضيوفها منذ 1950. سجلت الساعة ببراءة اختراع في 1928، وأوّل صيغة لها ـ المعروفة باسم أتموس 1 ـ استفادت من الحملة الترويجية للشركة " Compagnie Générale de Radiologie (CGR)" في 1930.
اشترت «جيجر لوكولتر» براءات الاختراع في فرنسا عام 1936 وفي سويسرا عام 1937. كرّست الشركة 10 سنوات لتحسين الساعة قبل تصنيعها في شكلها التكنولوجي الراهن، وكان ذلك في عام 1946.
في عام 1988، صمّمت الشركة «كوهلر آند ريكو» واجهة عرض بإصدار محدود بـنسختين لهذه الساعة، وفي عام 2003، أصدر المصنع الساعة «أتموس ميستيريوز» المجهزة بعيار «جيجر لوكولتر 583» والمتألفة من 1460 جزءاً.

#### ميموفوكس
في 1950، أصدر المصنع الساعة «ميموفوكس»، أو «صوت الذاكرة.» كان من الممكن استخدام آليتها الرائعة في منبه للاستيقاظ أو للمواعيد أو للجداول الزمنية. كانت الطرازات الأولى من هذه الساعة يدوية التعبئة وكانت مجهّزة بالعيار «جيجر لوكولتر 489».
في عام 1956، جُهزت الساعة «ميموفوكس» بالعيار «جيجر لوكولتر 815» وأصبحت أوّل ساعة في التاريخ مجهزة بمنبه ذاتي التعبئة، وفيما بعد احتفلت الشركة بعيد تأسيسها الـ125 وأصدرت الساعة «ميموفوكس ورلدتايم». وفي 1959، جُهزت الساعة «ميموفوكس ديب سي» بمنبه خاص للغطاسين لكي يبدأوا الصعود إلى السطح. وفي 1965، أصدرت الشركة الساعة «ميموفوكس بولاريس» المجهّزة بعلبة خلفية ثلاثية ـ مسجلة ببراءة اختراع ـ لترشيد انتقال الصوت تحت الماء.
وكان هذا الطراز الأخير مصدر إلهام المجموعتين الراهنتين «ماستر كومبريسور» و«أمفوكس». في 2008، صُنعت منها نسخ باسم «ميمفوكس تريبوت تو بولاريس».

#### جيوفيزيك
تكريماً للسنة الدولية للجيوفيزياء عام 1958، صنعت «جيجر لوكولتر» ساعة محمية من المجالات المغناطيسية والماء والصدمات. اقترح كرونومتر الساعة «جيوفيزيك» الموظف ذو الخبرة «جول سيزار سافاري» الذي أراد من هذه الساعة أن تكون ساعة خاصة بالقاعدات العلمية في القطب المتجمد الجنوبي. جهزت هذه الساعة بالعيار «جيجر لوكولتر 478BWS» المرصع بـسبعة عشر جوهرة والمجهز بـ"نابض بريغيه"، وهو نابض ضبط على حابسة الميزان، ومخمّد الصدمات ونظام توازن «غلوسيدور»® اُهديت الساعة «جيوفيزيك» سنة إصدارها للسيد "وليام ر. أنديرسون"، قبطان الغواصة نوتيلوس، أوّل غواصة أمريكية نووية سافرت من المحيط الهادئ إلى المحيط الأطلنطي عبر القطب المتجمّد الشمالي.

## المجموعات

### ريفيرسو
[hyperlink to the Reverso page]

### ماستر
تخضع جميع ساعات «جيجر لوكولتر»، باستثناء العيار 101 و«أتموس»، لـ«اختبار 100 ساعة».
يهدف هذا الاختبار الذي استخدم لأوّل مرة مع مجموعة «ماستر كونترول» في سنة 1992 إلى تحسين الفعالية والدقة من خلال تعريض الساعة لمجموعة ستة اختبارات تدوم 1000 ساعة، أو قرابة 6 أسابيع. وتبعتها المجموعات «ماستر» التالية: «ماستر ألترا ثين»، و«ماستر غراند تراديسيون» و«ماستر إكستريم».

#### ماستر كومبريسور
توفق مجموعة «ماستر كومبريسور» بين علب عالية التكنولوجيا وآليات حركة الفاخرة. الساعة «ماستر كومبريسور» جزء من المجموعة «ماستر كومبريسور» ـ اسمها مستمد من مكبس العلامة الذي يتيح مقاومتها لتسرب الماء ـ واخترعت سنة 2002 وتتميز بتصميم مستوحى من الساعة «ميموفوكس بولاريس» الصادرة في عام 1965.
أما الطراز «ماستر كومبريسور إكستريم لاب»، فتصفها العلامة بأنها أول ساعة في العالم تعمل من دون تشحيم وهي مجهّزة بكرونوغراف الشركة الأكثر تعقيداً وعالي الأداء. تقاوم الساعات «ماستر كومبريسور نايفي سيلز®» الظروف القاسية للمهمّات التي تتقوم بها نخبة القوات العسكرية الخاصة الأمريكية. .

### ديومتر
المجموعة ديومتر مستلهمة من الكرونومتر الصادر سنة 1880  وهي مستوحاة من آلية الحركة «دوال وينغ» المتألفة من آليتين مستقلتين ومتزامنتين بفضل نظام ضبط واحد. لكل آلية مصدر طاقتها ومسنناتها الخاصة، تقوم آلية أولى بتوفير دفق منتظم من القوة لنظام التوازن في حين تقوم الآلية الثانية بضبط الوظائف. على هذا النحو، تحافظ الساعة على انتظام في قياس الوقت يدوم سدس (1/6) الثانية ويتيح دقة الكرونومتر من دون استخدام إحدى التعقيدتين أو كلاهما.

### رانديفو
«رانديفو» هي مجموعة نسائية مستوحاة من المجموعة «ماستر كونترول» المتميزة بساعات مستديرة ومواني مطعّمة بعرق اللؤلؤ ومرصعة بالحجارة الكريمة.
الطراز «رانديفو آند نايت» مجهز بمؤشر النهار والليل بعرض للشمس والقمر عند الساعة 6، وله طارة مرصعة بالماس وآلية حركة ميكانيكية ذاتية التعبئة. جهز الطراز الأكبر «رانديفو توربيون» بقفص دوّار يقلّص من آثار الجاذبية وهو متوفر كذلك بصيغة ذات وظيفة عرض التاريخ.

### أمفوكس
مجموعة "أمفوكس" مستوحاة من أدوات قياس السرعة لـ«جيجر لوكولتر» التي جهزت لوحات قيادة سيارات " أستن مارتن" في مطلع عشرينيات القرن الماضي، وفي سنة 2004، اخترعت «جيجر لوكولتر» مع أستن مارتن" مجموعة "أمفوكس" ذات التصميم الذي يكرم رياضة سباق السيارات. تتميز هذه المجموعة بمواني مركبة بدرجة 270° تذكرنا بالأجهزة المتوفرة في لوحة قيادة السيارات القديمة، وبألوان هذه الشركة المختصة في صناعة السيارات، وبالصقل بالفرشاة المستدير الذي يوحي إلى سطح قرص المكابح وبتاج له نفس مواصفات فتحة خزان السيارة "أستن مارتن".
أما الطراز «أمفوكس 2 غراند كرونوغراف»، فجهز بكرونوغراف ميكانيكي عمودي «جيجر لوكولتر» مسجّل ببراءة اختراع يعمل بواسطة علبة متحركة تدور حول محور يتيح الاستغناء عن المكابح المستخدمة عادة لقياس فترات زمنية معينة.

### أتموس
ساعة أتموس هي ساعة مجهزة بآلية حركة شبه دائمة لا تحتاج إلى تدخل بشري وإلى الطاقة. تحصل على الطاقة من التغيرات الطفيفة في درجات الحرارة والضغط الجوي ويمكنها العمل لسنوات عديدة من دون أيّ تدخل بشري. تُعبّأ بواسطة كبسولة مملوءة بمزيج من الغازات الحساسة للحرارة، يكفي اختلاف بدرجة مئوية واحدة لتخزين طاقة كافية لتزويد الساعة باستقلالية تدوم يومين.
أما نظام ميزانها، فه معلق إلى سلك مصنوع من سبائك الفولاذ أرق من شعرة الإنسان، ويتذبذب مرتين في الدقيقة الواحدة، لا تحتاج مسنناتها إلى التشحيم. المجموعة «أتموس» مشهورة بدقتها؛ فصيغتها المجهزة بمراحل القمر مثلاً تخطئ بيوم واحد كل 3821 سنة.

### هيبريس ميكانيكا
العيار "هيبريس ميكانيكا" مخصص لساعات "جيجر لوكولتر " المجهزة بتعقيدات كبيرة والمتميزة بتعقيدات ساعاتية خاصة، وأغلبها ريادية في عالم صناعة الساعات: فالساعة "ديومتر سفيرو توربيون" مجهزة بتوربيون كروي الشكل قابل للضبط إلى أقرب ثانية، والساعة "ريفيرسو مينوت ريبيتر آريدو (ريفيرسو بجرس دقائق وسِتار) مجهزة بمصراع خاص بجرس الدقائق وهو وجه ثالث يغطي أحد موانيها الثلاثة؛ "ماستر غراند كومبليكاسيون" (ماستر بتعقيدة كبيرة) مجهّزة بتوربيون محلّق يتبع وتيرة الظواهر السمائية ويشير إلى الوقت الفلكي، وبجرس دقائق يعزف نغمات أجراس الكاتدرائيات؛ الساعة "هيبريس ميكانيكا آ غراند سونري" (هيبريس ميكانيكا بجرس كبير) مجهّزة بأجراس قادرة على عزف جرس ساعة "بيغ بان" بالكامل؛ الساعة "ريفيرسو جيروتوربيون 2" مجهّزة بتوربيون كروي أساسي، وبواجهة قلوبة ونظام توازن أسطواني؛ الساعة "ماستر كومبريسور إكستريم لاب" هي ساعة تعمل دون تشحيم؛ الساعة "جيروتوربيون 1" مجهّزة بتوربيون يتحرك في ثلاثة أبعاد لتعويض آثار الجاذبية في جميع الأوضاع.

### المجوهرات الفاخرة
توحي مجموعة المجوهرات الفاخرة إلى ساعات فخمة مزينة بزخارف فنية ومصنوعة بمعادن نفسية وحجارة كريمة. اعتباراً من 2013، أُضيف إلى المجموعة خمس ساعات: الساعة «جوايري 101» و«جوايري 101 ريزي»، و«غراند ريفيرسو 101 آرت ديكو»، والساعة «مونتر إكسترا أوردينار لا روز» و«الساعة ماستر جيروتوربيون». 1.

## الشراكات

### منظمة الأمم المتحدة للتربية والعلوم والثقافة «اليونيسكو»
تضافرت جهود «جيجر لوكولتر» و«انترناشنال هيرالد تريبيون» مع مركز اليونيكسو للثراث العالمي لدعم البرنامج العالمي لتراث البحار. يقدم البرنامج الدعم المالي ويوفر التغطية الإعلامية لأولويات برامج لجنة التراث العالمي مما أدى إعداد قائمة المواقع البحرية الجديدة وتدابير حمائية لـ46 موقعاً مدرجاً في القائمة. كلّ سنة، تُنشر في الصحيفة «انترناشنال هيرالد تريبيون» وعلى موقعها على الإنترنت مقالات متعلقة بهذا الموضوع تتيح رؤية إضافية لهذه الشراكة.

### المجلس الخاص بالممارسات المسؤولة في مجال المجوهرات (RJC)
في 11تشرين الأول/أكتوبر 2011، أعلن المجلس الخاص بالممارسات المسؤولة في مجال المجوهرات (RJC) بأن «جيجر لوكولتر» قد حصلت على شهادة المجلس نظراً لالتزاماتها وتعهداتها في مجال احترام حقوق الإنسان واستيفاء المعايير الأخلاقية والاجتماعية والبيئية التي أرساها أعضاء نظام الشهادة في المجلس الخاص بالممارسات المسؤولة في مجال المجوهرات (RJC).

### أستن مارتن
في عام 2004، أقامت "جيدر لوكولتر" شراكة مع "أستن مارتن" لطرح الساعة الرجالية "أستن مارتن جيجر لوكولتر" ـ الساعة ـ " أمفوكس 1". تصميم هذه الساعة مستوحى من العلاقة التاريخية القوية التي تربط الشركين منذ 70 سنة. لوحة قيادة ثلاثينيات القرن الماضي، محرّك "أستن مارتن" 1.5 ل ـ فائزة منتظمة في سباقات السيارات الدولية ـ تحتوي على أجهزة صنعتها: جيجر لوكولتر".

### فاليكسترا
الشراكة بين «جيجر لوكولتر» و«فاليكسترا»، العلامة التجارية المختصة في الجلود، أتاحت توفير صيغ «إثنين في واحد» للساعات النسائية «ريفيرسو» في عام 2012.

### جيجر لوكولتر والفروسية
أقامت «جيجر لوكولتر» علاقات وثيقة مع عالم رياضة الفروسية منذ 1931 وفريق البولو «فايداي» من شركائها.

## الروابط الخارجية
- Official website، Jæger-Le Coultre، مؤرشف من الأصل في 2023-03-07.
- Jæger-Le Coultre، Webcreation industry، مؤرشف من الأصل (MS WMV) في 2022-03-11 {{استشهاد}}: الوسيط غير المعروف |نوع_الشركة= تم تجاهله (مساعدة).
- History of Jaeger-LeCoultre، Haute horlogerie، مؤرشف من الأصل في 2017-04-19.
- Photograph of Edmond Jaeger and Antoine LeCoultre، Atmos Adam، مؤرشف من الأصل في 2023-03-28.
- The history and calibers pictures of Jaeger-Lecoultre، Tendance horlogerie، مؤرشف من الأصل في 2022-11-26.
- Richemont acquires Les Manufactures Horlogères SA and the outstanding 40 per cent of Manufacture Jaeger-LeCoultre SA، Richemont، مؤرشف من الأصل في 2021-09-22.

قالب:Richemont